# Malassezia obtusa
Malassezia obtusa är en svampart som beskrevs av Midgley, J. Guillot & E. Guého 1996. Malassezia obtusa ingår i släktet Malassezia, ordningen Malasseziales, divisionen basidiesvampar och riket svampar.   Inga underarter finns listade i Catalogue of Life.